# Pleomorfismo (microbiología)
En microbiología, el pleomorfismo (del griego πλέω- más y -μορφή formas) es la capacidad de algunos microorganismos para alterar su morfología, funciones biológicas o modos reproductivos en respuesta a las condiciones ambientales. Se ha observado pleomorfismo en algunos miembros de la familia Deinococcaceae. La definición moderna de pleomorfismo en el contexto de la bacteriología se basa en la variación de la morfología o de los métodos funcionales de la célula, en lugar de un cambio de estos caracteres, como se creía anteriormente.[cita requerida]

## Las bacterias
En las primeras décadas del siglo XX, el término pleomorfismo se usó para referirse a la idea de que las bacterias cambian drásticamente la morfología, los sistemas biológicos o los métodos reproductivos de acuerdo con las señales ambientales. Este reclamo fue controvertido entre los microbiólogos de la época, y los dividió en dos escuelas: los monomorfistas, que se opusieron al reclamo, y los pleomorfistas, como Antoine Béchamp, Ernst Almquist, Günther Enderlein, Albert Calmette, Gastons Naessens, Royal Raymond Rife y Lida Mattman, que apoyaron el postulado. Según un artículo publicado en 1997 por Milton Wainwright, el pleomorfismo de las bacterias carecía de una amplia aceptación entre los microbiólogos modernos de la época.

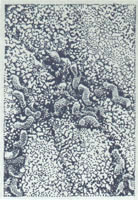
Helicobacter pylori, en forma de varilla curva.

La teoría monomórfica, apoyada por Louis Pasteur, Rudolf Virchow, Ferdinand Cohn y Robert Koch, surgió para convertirse en el paradigma dominante en la ciencia médica moderna: ahora se acepta casi universalmente que cada célula bacteriana se deriva de una célula previamente existente de prácticamente el mismo tamaño y la misma forma. Sin embargo, recientemente se ha demostrado que ciertas bacterias son capaces de cambiar drásticamente su forma.[cita requerida]
Sergei Winogradsky adoptó una postura intermedia en la controversia sobre el pleomorfismo. Estuvo de acuerdo con la escuela de pensamiento monomórfica, pero no estuvo de acuerdo con algunas de las creencias microbiológicas fundamentales que tenían los prominentes monomorfistas Cohn y Koch. Winogradsky publicó una revisión de la literatura, titulada La doctrina del pleomorfismo en bacteriología, en la que intentó explicar el debate pleomórfico, identificando los errores fundamentales dentro del argumento de cada lado. Winogradsky postuló que los pleomorfistas Naegli y Zopf no pudieron percibir la existencia de clases morfológicas bacterianas, y que Cohn y Koch, dentro de sus propias suposiciones, ignoran las especies de bacterias morfológicamente variantes que no pueden crecer dentro de los cultivos axénicos. Winogradsky explicó la percepción de las bacterias pleomórficas como bacterias que progresan a través de diferentes etapas dentro de un ciclo de desarrollo, proporcionando así la estructura fundamental para una teoría de la morfología basada en el concepto de desviación dinámica de un tipo morfológico o biotipo.[cita requerida]

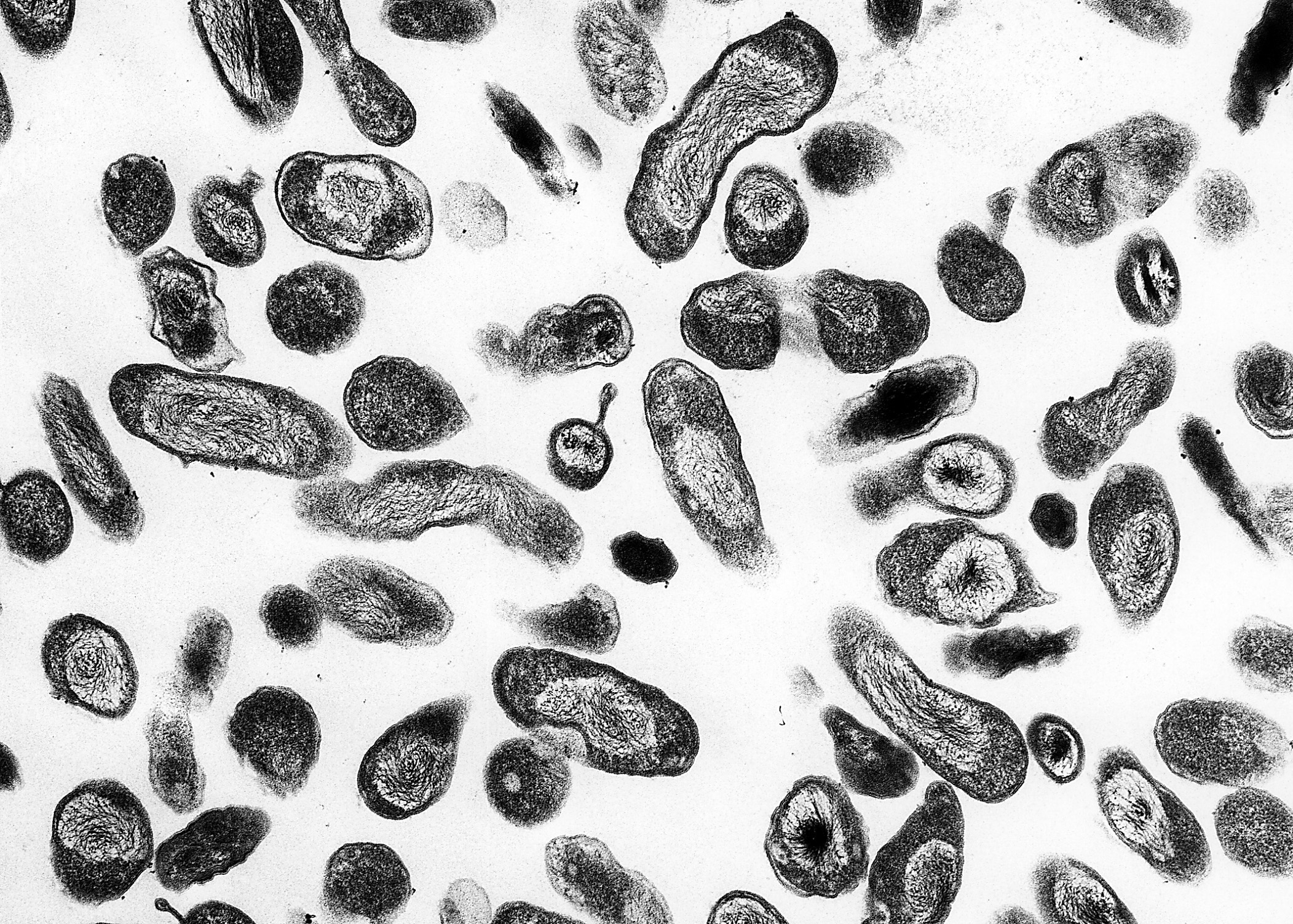
Bacteria Coxiella burnetii, que muestra pleomorfismo.

Si bien el debate pleomórfico aún existe en su forma original hasta cierto punto, se ha modificado predominantemente a una discusión sobre los métodos, el inicio evolutivo y las aplicaciones prácticas del pleomorfismo. Muchos científicos modernos consideran el pleomorfismo como una respuesta bacteriana a la presión ejercida por factores ambientales, como las bacterias que eliminan (véase antígeno) los marcadores antigénicos en presencia de antibióticos o como una ocurrencia en la que las bacterias evolucionan sucesivamente en formas más complicadas. Una hipótesis denominada provolución pleomórfica, componente del paradigma ambimórfico de Stuart Grace, toma en consideración ambas teorías.[cita requerida]
Aunque recientemente se ha demostrado que ciertas bacterias son capaces de cambiar drásticamente su forma, la pleomorfía sigue siendo un concepto controvertido. Un ejemplo bien aceptado de pleomorfismo es Helicobacter pylori, que existe tanto en forma de hélice (clasificada como varilla curva) como en forma de cocoide. Se ha visto que Legionella pneumophila, la especie de parásito bacteriano intracelular responsable de la enfermedad del legionario, se diferencia dentro de una red diversa en el desarrollo. Los géneros Corynebacterium y Coccobacillus han sido designados como géneros pleomórficos, y los Bacilos difteroides han sido clasificados como bacterias nosocomiales pleomórficas. Además, en un estudio centrado en agentes involucrados en una enfermedad no infecciosa, se descubrió que existen bacterias pleomórficas en la sangre de sujetos humanos sanos.
Un factor que afecta el pleomorfismo de algunas bacterias es su nutrición. Por ejemplo, se ha demostrado que la bacteria Deinococcus radiodurans exhibe pleomorfismo en relación con las diferencias en los contenidos de nutrientes de su entorno.

## Virus
Los viriones de ciertos virus a veces exhiben pleomorfismo, en el sentido de que su apariencia puede variar. Sin embargo, esto no es un verdadero pleomorfismo, ya que los viriones individuales no cambian de forma, sino que son sucedidos por viriones con diferentes formas. Un ejemplo son los virus bacterianos de la familia Plasmaviridae. También se ha demostrado que un grupo de virus haloarqueales exhibe pleomorfismo.